# Хосе Марія Карреньйо
Хосе Марія Карреньйо Бланко (ісп. José María Carreño; 19 березня 1792 — 18 травня 1849) — венесуельський політичний та військовий діяч, віцепрезидент в уряді Хосе Марія Варгаса, виконував обов'язки президента країни у 1835 та 1837 роках.

## Біографія
Народився в 1792 році в Куа. Брав участь у війні за незалежність Венесуели, потім служив в армії держави Колумбія. Після розпаду Колумбії і освіти окремої держави Венесуела увійшов в 1835 році до складу кабінету Варгаса. Під час громадянської війни Варгас був повалений і відправлений у вигнання на Сент-Томас, але незабаром столиця знову була взята під контроль урядовими силами, і 27 липня 1835 року Паес створив Правляча рада, в якому Карреньо став головою. 20 серпня Варгас повернувся до влади.
Після того, як в 1836 році Варгас залишив свій пост, обов'язки президента став виконувати віцепрезидент Нарварте, який зробив Карреньо своїм віцепрезидентом. Проте 20 січня 1837 року закінчився термін повноважень Нарварте як конституційного віцепрезидента, і 26 січня 1837 року зібралася Виборча колегія, щоб обрати нового віцепрезидента. Ним став Карлос Сублетте, але він знаходився в цей момент в Іспанії, і за обов'язки президента країни взявся лише з 11 березня 1837 року. У період між закінченням повноважень Нарварте і початком виконання повноважень Сублетте обов'язки президента країни виконував Карреньо.
11 березня 1837 Карреньйо на посту президента був замінений Карлосом Сублетте.